# Bartolomé A. Peri
Bartolomé A. Peri (30 de septiembre de 1890-Buenos Aires, 5 de junio de 1949) fue un militar argentino, perteneciente al Ejército, que se desempeñó como gobernador del Territorio Nacional del Neuquén entre 1943 y 1946.

## Biografía
Nacido en 1890, realizó su carrera militar en el Ejército Argentino, retirándose con el grado de coronel.
Tras el golpe de Estado de junio de 1943, fue designado gobernador del Territorio Nacional del Neuquén, permaneciendo en el cargo hasta junio de 1946. En su gestión se realizó numerosa obra pública en escuelas, caminos, puentes, viviendas económicas para obreros y diversas dependencias oficiales de registro civil, juzgados de paz y para la policía territorial. Además, elaboró un registro de las comunidades aborígenes del territorio.
Falleció en Buenos Aires en junio de 1949.
Una calle de la ciudad de Neuquén lleva su nombre.